# Zaluzianskya tropicalis
Zaluzianskya tropicalis är en flenörtsväxtart som beskrevs av O.M. Hilliard. Zaluzianskya tropicalis ingår i släktet Zaluzianskya och familjen flenörtsväxter. Inga underarter finns listade i Catalogue of Life.